# Item (Computerspielbegriff)

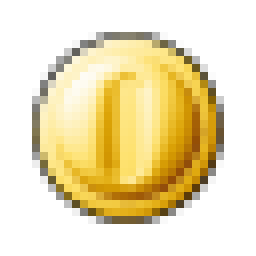
Eine Münze als häufig vorkommendes Item in Videospielen

Ein Item (von englisch item für ‚Gegenstand‘) ist ein virtueller Gegenstand innerhalb der Spielwelt eines Computerspiels, der von der Spielfigur oder einer Nicht-Spieler-Figur eingesammelt werden kann. Häufig vorkommende Items sind Münzen, Heiltränke, Kleidungsstücke oder Waffen. Diese können einen positiven oder negativen Effekt auf die Spielfigur haben, den Punktestand des Spielers erhöhen oder rein kosmetische Zwecke haben.
Der Effekt eines Items wird beim Einsammeln aktiv (Power-up) oder das Item kann verwahrt werden, um es zu einem späteren Zeitpunkt einzusetzen, innerhalb des Spiels weiterzugeben oder gegen Spielwährung zu verkaufen. Items können in der Spielwelt gefunden, im Kampf von Gegnern erbeutet (siehe Loot), als Belohnung für erreichte Ziele erhalten, von anderen Spielfiguren erhalten oder selbst hergestellt werden. Mitunter werden Items in Mehrspielerspielen für reales Geld weiterverkauft oder können direkt im Spiel in einem In-Game-Shop in Form einer Mikrotransaktion für Echtgeld erworben werden und stellen als solche eine verbreitete Einnahmequelle für Betreiber von Spielen dar.
Items werden in den verschiedenen Computerspielgenres unterschiedlich eingesetzt. In Rollenspielen können sie durch Beschreibungen der Gegenstände wesentlicher Teil der Narration sein, wie etwa in Dark Souls (2011). Hier liegt die alleinige Funktion mancher Items darin, dem Spieler Informationen über die Spielwelt oder Hinweise über Spielmechaniken zu vermitteln. In The Elder Scrolls V: Skyrim (2011) sind Bücher verbreitete Items, die die fiktive Geschichte der Spielwelt erzählen, Kampftechniken erklären oder über versteckte Orte in der Spielwelt aufklären und vom Spieler gelesen werden können. Gleichzeitig existieren wiederum fiktive Werke innerhalb der Spielwelt. Items können auch notwendig für den Spielfortschritt sein, wenn sie beispielsweise gefunden und einem Nicht-Spieler-Charakter gebracht werden müssen, um den nächsten Spielabschnitt zu erreichen. Das Survival-Horror-Spiel The Forest (2018) erzählt durch die Art der Gegenstände und deren Fundort in der Spielwelt das Schicksal des entführten Sohnes des Protagonisten, nach dem der Spieler sucht.